# Hawker Harrier
L'Hawker Harrier era un aerosilurante monomotore biplano realizzato dall'azienda britannica Hawker Aircraft Limited nei tardi anni venti e rimasto allo stadio di prototipo.

## Storia del progetto
Nel 1925, l'Air Ministry britannico emise le specifiche 23/25 e 24/25, la prima per la fornitura per un bombardiere d'alta quota atto a sostituire l'Hawker Horsley e la seconda per un aerosilurante basato a terra destinato al servizio di pattugliamento costiero. Dato che le caratteristiche dei due velivoli risultavano essere molto simili, l'Air Ministry annunciò che i modelli proposti sarebbero stati valutati in un singolo concorso.
La Hawker Aircraft incaricò del progetto Sydney Camm, il quale realizzò l'Harrier per rispondere alle specifiche della 23/25, un velivolo biposto con configurazione biplana con un solo montante per lato, ed il cui prototipo (J8325) venne portato in volo per la prima volta, equipaggiato con un motore Bristol Jupiter VIII nel febbraio 1927, primo dei concorrenti per le due specifiche. L'Harrier venne dotato di armamenti offensivi e difensivi consistenti in una Vickers calibro .303 in (7,7 mm) in caccia più una Lewis calibro .303 in (7,7 mm) posteriore brandeggiabile in posizione difensiva a disposizione del secondo membro dell'equipaggio e montata su un anello Scarff e di un carico da caduta consistente in 1 000 lb (circa 454 kg) in bombe.
Il prototipo dell'Harrier fu provato all'Aeroplane and Armament Experimental Establishment (A & AEE) presso Martlesham Heath nel novembre 1927; benché rispondesse ai requisiti della Specification 23/25 e la manovrabilità risultasse complessivamente soddisfacente, la soluzione tecnica di adottare un motore dotato di apparato di riduzione del moto dell'elica lo portava ad essere sottopotenziato ed inoltre trasportava un carico di bombe inferiore all'Hawker Horsley, il modello che era destinato a sostituire.
Venne quindi modificato per trasportare un siluro ma risultò tuttavia ancora sottopotenziato ed incapace di decollare durante i test a pieno carico, con a bordo il secondo membro dell'equipaggio, serbatoi di combustibile pieni e siluro agganciato. A causa di questi inconvenienti, dopo le prove comparative venne dichiarato vincitore il concorrente Vickers Vildebeest.
In seguito il prototipo venne utilizzato dalla Bristol come banco di prova volante per i propri motori nell'ambito dello sviluppo dei Bristol Hydra da 870 hp (649 kW) e Bristol Orion, un derivato del Bristol Jupiter, da 495 hp.

## Velivoli comparabili
- Vickers Vildebeest